# Saron
För andra betydelser, se Saron (olika betydelser).
Saron är en fruktbar slätt i norra delen av Israel, vid Medelhavet, mellan Jaffa och Karmel.
I Höga Visan i Gamla testamentet talas det om liljorna i Saron och syftar då på den rika växtligheten 
Många kyrkor och kapell inom frikyrkliga väckelserörelser fick namn efter Bibelns Saron, exempelvis Salemkyrkan, Borensberg, Salemkyrkan,  Habo, Salemskyrkan, Karlskoga och Salemkyrkan, Stockholm.